# Генрих LXI Рейсс-Кёстрицкий
Генрих LXI (61-й) Рейсс-Кёстрицкий (нем. Heinrich LXI. Reuß zu Köstritz; 8 декабря 1784, Бад-Кёстриц, Тюрингия — 29 августа 1813, Кульм, ныне Чехия) — граф (с 1806 года — принц (князь)) Рейсс-Кёстрицкий (нем.), французский наполеоновский военачальник, бригадный генерал (1813).

## Биография
Князь Генрих происходил из немецкой Рейсской династии, управлявшей рядом миниатюрных германских государств, все мужчины в которой носили имя Генрих и имели сплошную нумерацию, распространявшуюся на всех мужчин в роду, а не только правителей, по порядку их рождения. Династия Рейссов  делилась на две ветви: старшую и младшую. В старшей нумерация Генрихов обнулялась после цифры сто (но эта цифра так и не была достигнута), тогда как в младшей, куда более многочисленной, нумерация начиналась заново с началом каждого следующего столетия. Таким образом, Генрих был 61-м мужчиной, родившимся в младшей линии семьи Рейсс в течение XVIII столетия.
Генрих 61-й был старшим сыном Генриха XLIII (43-го) Рейсс-Кёстрицкого (нем.; 1752—1814), который являлся суверенным владетельным князем одного из княжеств Рейсского дома: государства Рейсс-Кёстриц (нем.) с центром в городе Бад-Кёстрицё (ныне входит в состав федеральной земли Тюрингия, Германия). При этом, встречающееся в источниках именование Генриха 61-го Рейсс-Кёстрицкого Генрихом 61-м Рейсс-Шлейцким ошибочно и появилось в результате путаницы.
Когда Наполеон, после побед над Австрией (1805) и Пруссией (1806—1807) потребовал, чтобы немецкие государства сформировали для его Великой армии контингенты войск сообразно своим мобилизационным возможностям, то Бавария и Саксония выставили по корпусу, Вюртемберг и Баден — по дивизии. Все княжества Рейсс, взятые вместе, сумели выставить всего один батальон пехоты численностью приблизительно 450 человек. Командование этим батальоном было доверено Генриху 61-му.
Воинский контингент Рейсса в 1808 году был направлен в Испанию, в 1809 году — в Тироль, для борьбы с повстанцами, в 1812 году — в Россию, в составе так называемой Княжеской дивизии генерала Карра-Сен-Сира (не путать с маршалом Сен-Сиром), собранной из незначительных контингентов мелких германских княжеств. В 1812 году эта дивизия, в основном, находилась в резерве, поэтому к 1813 году всё ещё сохраняла боеспособность. Весной 1813 года принц Генрих 61-й в чине полковника занял город Ве́рден (не путать с французским Верде́ном), уничтожил все лодки на реке Аллер (притоке Везера), и в целом, неожиданно для всех, проявил свою лояльность Франции. После этого он стал начальником штаба 5-й пехотной дивизии а 11 июля 1813 года был произведён в бригадные генералы и возглавил пехотную бригаду в составе дивизии генерала Дюфура, во главе которой 29 августа был убит в сражении при Кульме.
На фоне практически всеобщей антипатии немцев к Наполеону, которая к 1813 году достигла своего пика, лишь немногие германские аристократы, первым среди которых был саксонский король, сохраняли свою лояльность императору. По этой причине во Франции высоко оценили подвиг принца Генриха, и в дальнейшем его мраморный бюст украсил галерею битв Версалького дворца, в числе генералов, отдавших свою жизнь за Францию.
Следующим владетельным князем Рейсс-Шлейца стал родной младший брат Генриха 61-го, Генрих LXIV (64-й), который ненавидел Наполеона. Он сражался против него во время битвы при Ваграме (1809) в составе австрийской армии, затем в армии герцога Веллингтона в Испании в составе так называемого Королевского германского легиона, а в 1815 году — снова в австрийской армии, где позднее дослужился до генерала от кавалерии. В то же время, оба брата особо оговаривали, что не станут сражаться в одном сражении непосредственно против друг друга, и требовали от своего командования посылать их в разные места, причем их просьбам неизменно шли навстречу.

## Комментарии
1. ↑  В 1806 году Наполеоном была произведена «ревизия» титулов владетелей упразднённой по его настоянию Священной Римской империи германской нации. Три прежних курфюрста: баварский, саксонский и вюртембергский были «повышены» до королей, курфюрст Бадена стал великим герцогом, а Рейссам, вместо графского был пожалован более высокий княжеский титул.
2. ↑  В русских источниках, особенно дореволюционных, слово «принц» зачастую намеренно используется как синоним слова «князь», по отношению к немецким владетельным князьям и членам их семей, а также в отношении членов побочных ветвей французского королевского дома.
3. ↑  «В 1668 г. определено, чтобы все мужчины дома Р. носили имя Генриха, причем в старшей линии счет идет до ста (C) и затем начинается снова с I, в младшей же счет ведется вновь с начала каждого нового столетия.» Рейсс, княжества в Германии // Энциклопедический словарь Брокгауза и Ефрона : в 86 т. (82 т. и 4 доп.). — СПб., 1890—1907.